# 統括安全衛生責任者
統括安全衛生責任者（とうかつあんぜんえいせいせきにんしゃ）は、特定元方事業者（特定事業である建設業、造船業に属する事業の下請負人を使用する元請負人）の事業場において、特定元方事業者の労働者及び関係請負人の労働者の作業が同一の場所において行われることによって生ずる労働災害を防止するために統括管理する者である。（労働安全衛生法第15条第1項）
元請負人が一の場合は、その元請負人が統括安全衛生責任者を選任するが、同一の場所において関連して行われる事業が複数の元請負人に分割して発注され、且つ、発注者自身は当該仕事を自ら行わない場合では、発注者叉は労働基準監督署から指名を受けた元請負人、同一の場所において関連して行われる事業が複数の下請負人に分割して発注され、且つ、元請負人自身は当該仕事を自ら行わない場合では、元請負人から指名を受けた下請負人から選任する。

## 概要
労働者数が元請負人と下請負人とを合わせて常時50人以上（下記に掲げる事業場については常時30人以上）従事させる事業場の特定元方事業者は、統括安全衛生責任者、元方安全衛生管理者を選任したときは、事業の開始後遅滞なく作業場を管轄する労働基準監督署長へ特定元方事業者の事業開始報告より報告しなければならない。（労働安全衛生法第15条、第30条、第100条第1項、第120条第1項、第5項、第122条、労働安全衛生規則第664条）。
なお、特定元方事業者の事業開始報告による労働基準監督署長への報告は、統括安全衛生責任者の選任の有無に関わらず必要である。（常時使用労働者数が特定元方事業者と関係下請負人の労働者数を合わせて10人未満の場合は、労働基準監督署への報告を省略することができる。）
統括安全衛生責任者を選任すべき業種等が常時労働者30人以上の事業場
1. ずい道等の建設
2. 圧気工法による作業
3. 橋梁の建設（安全な作業の遂行が損なわれるおそれのある場所[8]での仕事に限る）

統括安全衛生責任者が事故等でその職務を行うことができないときは、代理者を選任しなければならない。また、都道府県労働局長は、労働災害を防止するため必要があると認めるときは、統括安全衛生責任者の業務の執行について、選任した事業者に勧告することができる。
上記以外のおおむね労働者数10～49人規模の建設工事現場（統括安全衛生責任者又は店社安全衛生管理者の選任が義務付けられている建設工事現場を除く。）の場合、統括安全衛生責任者の選任は義務付けられていないが、建設工事現場における統括安全衛生管理の充実を図るために、中規模建設工事現場における安全衛生管理指針により統括安全衛生責任者に準ずる者の選任を求められている。これにより、統括安全衛生責任者の選任を義務付けられていない規模の事業場であっても統括安全衛生責任者に準ずる者の選任を報告する場合がある。また、店社安全衛生管理者の選任に代えて、統括安全衛生責任者や元方安全衛生管理者の選任を行う場合もある。 
労働安全衛生法第15条の「一の場所」の範囲の例（労働安全衛生法および同法施行令の施行について、昭和47年9月18日、基発第602号）
- 建設業関係

建築工事関係
ビル建設工事 当該工事の作業場の全域
鉄塔建設工事 当該工事の作業場の全域
送配電線電気工事 当該工事の工区ごと
変電所又は火力発電所建設工事 当該工事の作業場の全域
土木工事関係
地下鉄道建設工事 当該工事の工区ごと
道路建設工事 当該工事の工区ごと
ずい道建設工事 当該工事の工区ごと
橋りよう建設工事 当該工事の作業場の全域
水力発電所建設工事
堰堤工事の作業場の全域水路ずい道工事の工区ごと
発電所建設工事の作業場の全域
- 造船業関係

船殻作業場の全域、艤装又は修理作業場の全域、造機作業場の全域、又は造船所の全域

## 職務
統括安全衛生責任者は、元方安全衛生管理者を指揮するとともに、以下の事項を統括管理する。（労働安全衛生法第30条、第120条第1項、第122条及び、労働安全衛生規則第635条から第642条の3まで） 
1. 協議組織[10]の設置及び運営を行うこと。
2. 作業間の連絡及び調整を行う[11]こと。
3. 作業場所を巡視すること。
事業者は、統括安全衛生責任者の選任の有無にかかわらず、毎作業日に少なくとも1回、当該作業場所の巡視を行わなければならず、統括安全衛生責任者を選任した場合は巡視に関する措置について、当該統括安全衛生責任者に統括管理させなければならないが、このことは統括安全衛生責任者に直接巡視義務を課しているものではない。したがって、労働安全衛生法に定める安全衛生管理の他職とは異なり、統括安全衛生責任者は作業場の巡視頻度について特に規定は設けられていない。
4. 関係請負人が行う労働者の安全又は衛生のための教育に対する指導及び援助[12]を行うこと。
関係請負人の労働者に対して、特定元方事業者が直接、安全衛生教育を行う義務はない[13]。
5. 建設業に属する事業の元方事業者にあっては、工程表等[14]の仕事の工程に関する計画[15]及び作業場所における主要な機械[16]、設備[17]及び作業用の仮設の建設物[18]の配置に関する計画を作成するとともに、当該機械、設備等を使用する作業に関し関係請負人がこの法律又はこれに基づく命令の規定に基づき講ずべき措置についての指導[19]を行うこと。
6. 前各号に掲げるもののほか、当該労働災害を防止するため必要な事項。

1. クレーン等の運転についての合図の統一
2. 事故現場等の標識の統一等
3. 有機溶剤等の容器の集積箇所の統一
4. 警報の統一等
5. 避難等の訓練の実施方法等の統一等
6. 周知のための資料の提供等

協議組織が毎月実施する会議の議題の例（元方事業者による建設現場安全管理指針）
建設現場の安全衛生管理の基本方針、目標、その他基本的な労働災害防止対策を定めた計画
月間又は週間の工程計画
機械設備等の配置計画
車両系建設機械を用いて作業を行う場合の作業方法
移動式クレーンを用いて作業を行う場合の作業方法
労働者の危険及び健康障害を防止するための基本対策
安全衛生に関する規程
安全衛生教育の実施計画
クレーン等の運転についての合図の統一等
事故現場等の標識の統一等
有機溶剤等の容器の集積箇所の統一等
警報の統一等
避難等の訓練の実施方法等の統一等
労働災害の原因及び再発防止対策
労働基準監督官等からの指導に基づく労働者の危険の防止又は健康障害の防止に関する事項
元方事業者の巡視結果に基づく労働者の危険の防止又は健康障害の防止に関する事項
その他労働者の危険又は健康障害の防止に関する事項
元方事業者が作成する協議会規約の記載事項の例（元方事業者による建設現場安全管理指針）
協議組織の構成員
協議事項
協議組織の会議の開催頻度等
作業間の連絡及び調整に関する実施事項の例（元方事業者による建設現場安全管理指針）
車両系建設機械を用いて作業を行う場合の作業計画
移動式クレーンを用いて作業を行う場合の作業計画
機械設備等の配置計画
作業場所の巡視の結果
作業の方法と具体的な労働災害防止対策
新規入場者教育の内容の例（元方事業者による建設現場安全管理指針のポイント）
労働者が混在して作業を行う場所の状況
労働者に危険を生ずる箇所の状況
混在作業場所において行われる作業相互の関係
退避の方法
指揮命令系統
担当する作業内容と労働災害防止対策
安全衛生に関する規定
建設現場の安全衛生管理計画の内容
作業開始前の安全衛生打合せの内容の例（元方事業者による建設現場安全管理指針のポイント）
当日の作業内容、作業手順、労働災害防止上の留意事項等の指示
作業間の連絡調整の結果の周知
関係労働者の労働災害防止に対する意見等の把握
危険予知活動等の安全活動
定期的に実施する安全に関する研修・訓練等の例（土木工事共通仕様書）
安全活動のビデオ等視覚資料による安全教育
当該工事内容等の周知徹底
工事安全に関する法令、通達、指針等の周知徹底
当該工事における災害対策訓練
当該工事現場で予想される事故対策
その他、安全・訓練等として必要な事項

## 資格要件
資格要件は「事業場においてその事業の実施を統括管理する者」であり、「常時50人以上の労働者を従事させる事業場（建設現場）においてその事業の実施を統括管理」を行う、監理技術者等に選任されたいわゆる「現場事務所長」があたることが多い。従って、国家資格である衛生管理者（第一種・第二種）の免許など、安全衛生上の資格要件は特に必要なく、むしろ現場を統括する実質的な権限を有していることが必要と考えることができる。

### 安全衛生教育
建設業においては建設業労働災害防止協会で開催されている統括安全衛生責任者講習あるいは現場管理者統括管理講習、造船業においては地方運輸局と全国造船安全衛生対策推進本部が共催で行っている「統括安全衛生責任者研修会」を受講していることが望ましい。公共工事における総合評価方式による入札においては、講習受講の有無が評価項目となる場合がある。また、入札参加資格申請においても主観点の加点評価項目となる場合がある。（和歌山県、岡山県、長崎県、宮崎県など）

## 他職との関係

### 元方安全衛生管理者
元方安全衛生管理者は、統括安全衛生責任者の指揮を受けて、統括安全衛生責任者が統括管理すべき労働安全衛生法第30条第1項各号の事項のうち、安全または衛生に関する具体的事項（専門技術的事項に限る趣旨のものではない）を管理するものである。（労働安全衛生法第15条の2、労働安全衛生規則第18条の3から第18条の5まで）

#### 元方安全衛生管理者の職務
1. 仕事の工程および作業場所における機械・設備等の配置に関する計画の検討、作成
2. 協議組織の設置、運営
3. 作業間の連絡、調整
4. 作業場所の巡視
5. 関係請負人が行う労働者の安全衛生教育に対する指導及び援助

#### 元方安全衛生管理者の選任
元方安全衛生管理者は、統括安全衛生責任者を選任した事業者が当該事業場に専属の者を選任する。

#### 元方安全衛生管理者の資格
1. 学校教育法による大学又は高等専門学校における理科系統の正規の課程[25]を修めて卒業した者で、その後3年以上建設工事の施工における安全衛生の実務[26]に従事した経験を有するもの
2. 学校教育法による高等学校又は中等教育学校において理科系統の正規の学科[27]を修めて卒業した者で、その後5年以上建設工事の施工における安全衛生の実務に従事した経験を有するもの
3. 前2号に掲げる者のほか、厚生労働大臣が定める者[28]
  1. 学校教育法による大学（旧大学令による大学を含む。）又は高等専門学校（旧専門学校令による専門学校を含む。）における理科系統の課程以外の正規の課程を修めて卒業した者（独立行政法人大学評価・学位授与機構により学士の学位を授与された者（当該課程を修めた者に限る。）又はこれと同等以上の学力を有すると認められる者を含む。）で、その後5年以上建設工事の施工における安全衛生の実務に従事した経験を有するもの
  2. 学校教育法による高等学校（旧中等学校令による中等学校を含む。）において理科系統の学科以外の正規の学科を修めて卒業した者（学校教育法施行規則第150条に規定する者又はこれと同等以上の学力を有すると認められる者を含む。）で、その後8年以上建設工事の施工における安全衛生の実務に従事した経験を有するもの
  3. 職業能力開発促進法施行規則第9条に定める普通課程の普通職業訓練のうち同令別表第2に定めるところにより行われるもの（職業能力開発促進法施行規則等の一部を改正する省令（以下「平成五年改正省令」という。）による改正前の職業能力開発促進法施行規則（以下「旧能開法規則」という。）別表第3に定めるところにより行われる普通課程の養成訓練並びに職業訓練法施行規則及び雇用保険法施行規則の一部を改正する省令による改正前の職業訓練法施行規則（以下「訓練法規則」という。）別表第1の普通訓練課程及び職業訓練法の一部を改正する法律による改正前の職業訓練法（以下「旧訓練法」という。）第9条第1項の高等訓練課程の養成訓練を含む。）（当該訓練において履習すべき専攻学科又は専門学科の主たる学科が工学に関する科目であるものに限る。）を修了した者で、その後五年以上建設工事の施工における安全衛生の実務に従事した経験を有するもの
  4. 職業能力開発促進法施行規則第九条に定める専門課程又は同令第36条の2第2項に定める特定専門課程の高度職業訓練のうち同令別表第六に定めるところにより行われるもの（旧能開法規則別表第3の2に定めるところにより行われる専門課程の養成訓練並びに訓練法規則別表第一の専門訓練課程及び旧訓練法第9条第1項の特別高等訓練課程の養成訓練を含む。）（当該訓練において履習すべき専攻学科又は専門学科の主たる学科が工学に関する科目であるものに限る。）を修了した者で、その後3年以上建設工事の施工における安全衛生の実務に従事した経験を有するもの
  5. 職業訓練法施行規則の一部を改正する省令附則第2条第1項に規定する専修訓練課程の普通職業訓練（平成五年改正省令による改正前の同項に規定する専修訓練課程及び旧訓練法第九条第一項の専修訓練課程の養成訓練を含む。）（当該訓練において履習すべき専門学科の主たる学科が工学に関する科目であるものに限る。）を修了した者で、その後6年以上建設工事の施工における安全衛生の実務に従事した経験を有するもの
  6. 10年以上建設工事の施工における安全衛生の実務に従事した経験を有する者

#### 元方安全衛生管理者の権限
特定元方事業者の労働者及び関係請負人の労働者の作業が同一場所において行われることによって生ずる労働災害を防止するため必要な措置をなし得る権限を有する。

### 安全衛生責任者

#### 安全衛生責任者の選任
特定元方事業者が統括安全衛生責任者を選任した場合、統括安全衛生責任者を選任した事業者以外の関係請負人の事業者（仕事をしない事業者を除く。）が選任し、これを統括安全衛生責任者を選任した特定元方事業者へ通報する。（労働安全衛生法第16条第1項、第2項、労働安全衛生規則第19条）

#### 安全衛生責任者の職務
1. 統括安全衛生責任者との連絡
2. 統括安全衛生責任者から連絡を受けた事項の関係者への連絡
3. 前号の統括安全衛生責任者からの連絡に係る事項のうち当該請負人に係るものの実施についての管理[29]
4. 当該請負人がその労働者の作業の実施に関し計画[30]を作成する場合における当該計画と特定元方事業者が作成する労働安全衛生法第30条第1項第5号の計画との整合性の確保を図るための統括安全衛生責任者との調整
5. 当該請負人の労働者の行う作業及び当該労働者以外の者の行う作業によつて生ずる労働安全衛生法第15条第1項の労働災害に係る危険の有無の確認[31]
6. 当該請負人がその仕事の一部を他の請負人に請け負わせている場合における当該他の請負人の安全衛生責任者との作業間の連絡及び調整

## 違反の実行行為者
労働安全衛生法違反があった場合の罰則の適用は、労働安全衛生法第122条に基づいて、当該違反の実行行為者たる自然人（この場においては、「法人の代表者又は法人若しくは人の代理人、使用人その他の従業者」）に対しなされるほか、事業者たる法人または人に対しても各本条の罰金刑が課せられることとなることは、従来と異なるところはない。

- 労働安全衛生法第30条第1項若しくは第4項の規定に違反した者は、50万円以下の罰金（労働安全衛生法第120条第1項）
- 労働安全衛生法第100条第1項又は第3項の規定による報告をせず、若しくは虚偽の報告をし、又は出頭しなかった者は、50万円以下の罰金（労働安全衛生法第120条第5項）